# أليكساندرو دراغومير
أليكساندرو دراغومير (بالرومانية: Alexandru Dragomir)‏ هو فيلسوف روماني، ولد في 8 نوفمبر 1916 في زالاو في رومانيا، وتوفي في 13 نوفمبر 2002 في بوخارست في رومانيا.